# 聯會

減數分裂中的染色體聯會。圓圈區域表示聯會發生時，其中兩條染色单体配對，然後發生互換。

聯會（英語：synapsis）是指在生物細胞進行减数分裂時發生的兩條同源染色體側向連接並排配對的過程。聯會使得同源染色體在分離前進行配對，過程中可能發生染色體互換並造成同源重組，能夠讓子代基因更具多樣性。聯會發生在减数分裂前期I。
聯會時，同源染色體的末端首先附着在核膜上。然後，這些末端-膜的複合體在细胞骨架的輔助下遷移，直到匹配的末端配對完成。然後，染色體的中間區域聚集在一起，可能由一種稱為聯會複合體的蛋白質-RNA複合體連接起來。聯會過程中，常染色体由聯會複合體整個連接在一起，而對於性染色體，則只在每條染色體的一端發生。
这与有丝分裂有所不同。有丝分裂也有前期，但通常不会配对两个同源染色体。
当非姐妹染色单体交织在一起时，有相似序列的染色单体片段可能会分开并进行交换，这一过程属于基因重组。这种交换产生一个形状像“X”的交叉体，两条染色体在此处连接。联会重组的另一个结果是增加后代的遗传变异性，同时还能允许基因在世代中彼此独立移动，允许有益基因的独立集中和、有害基因被清除。
在联会之后，经常发生一种称为SDSA（英語：synthesis dependent strand annealing）的重组。SDSA重组涉及配对的非姐妹同源染色单体之间的信息交换，但不涉及物理交换，不会导致交叉。非交叉和交叉类型的重组都可以作为修复DNA损伤尤其是双链断裂的过程。
因此，联会的核心功能是通过配对识别同源，这是减数分裂成功进行所必需的。联会产生的DNA修复和交叉互换的过程会产生多方面影响，从细胞存活到对进化本身的影响。